# Goethestraße 7 (Coburg)

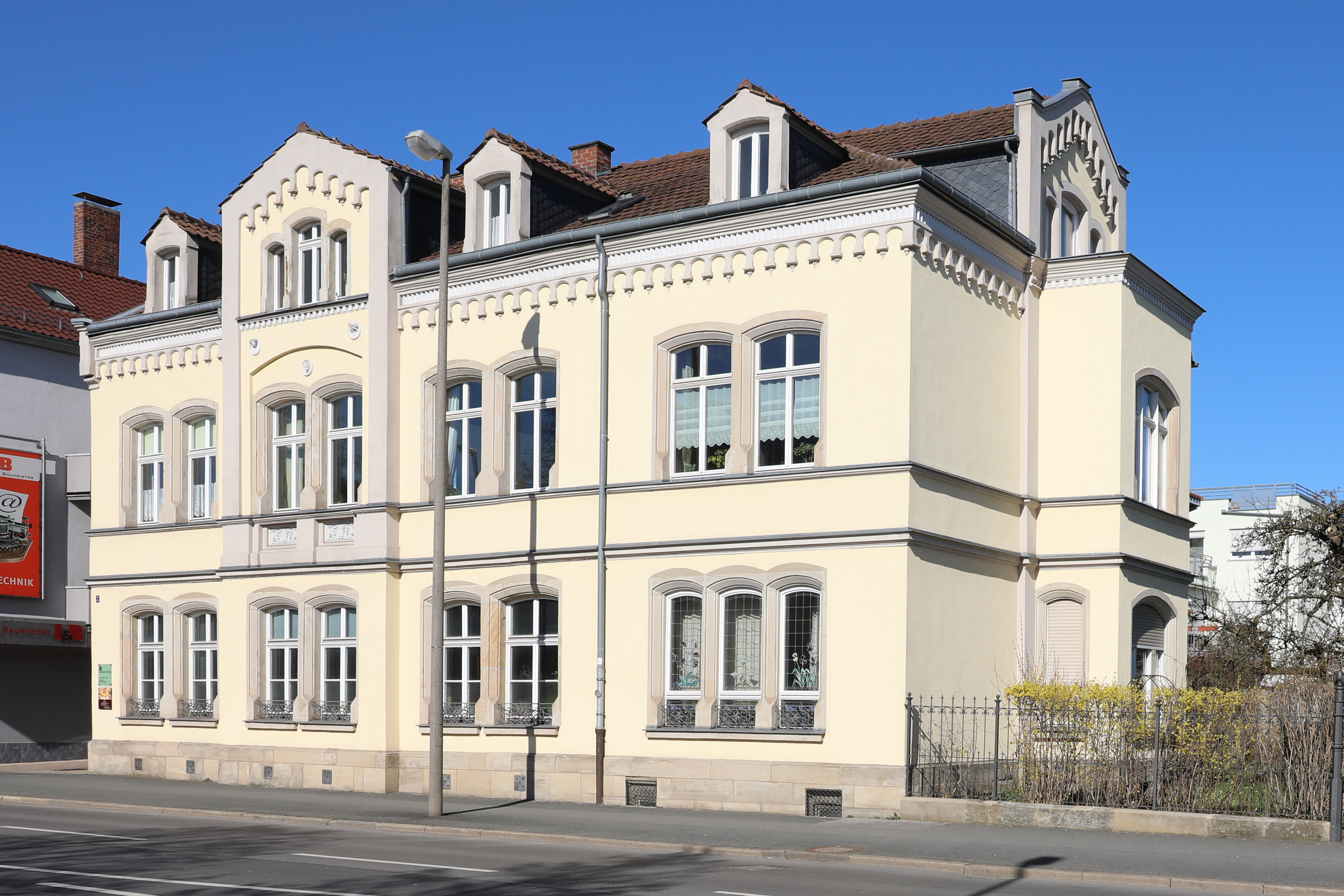
Wohnhaus Goethestraße 7 in Coburg

Das Wohn- und Bürohaus Goethestraße 7 steht in der oberfränkischen Stadt Coburg. Das denkmalgeschützte, zweigeschossige Traufseithaus wurde 1869 im neugotischen Stil errichtet und 1899 erweitert.

## Geschichte
Im Jahr 1859 befanden sich auf dem Grundstück ein Garten und ein Stadel mit einer angebauten Remise. 1869 erwarb der Bautechniker Bernhard Felber das Anwesen und bebaute es mit einem Wohnhaus und einem Nebengebäude. Ein Jahr später folgte der Verkauf an den Privatier August Greiner. Bauliche Veränderungen im Inneren veranlasste der Kaufmann Eduard Schöner nach dem Erwerb 1885. Der Geheime Sanitätsrat Fritz Ludloff wurde 1893 Eigentümer des Hauses und ließ es 1899 um eine Doppelachse nach rechts verlängern.

## Architektur
Das zweigeschossige traufständige Wohnhaus ist neugotisch gestaltet. Ursprünglich war in der Straßenfront die Fassadengliederung mit einem mittleren Zwerchhausrisalit symmetrisch. Dies ging 1899 bei der einseitigen Erweiterung nach Süden um eine Fensterdoppelachse im Jahr 1899 verloren.
Die Segmentbogenfenster der Straßenfront sind mit Sandsteinrahmungen zu Paaren zusammengezogen. Die beiden Fenster des Obergeschosses im Risalit überspannt ein Blendbogenfeld mit drei Reliefbüsten und schmücken dekorierte Brüstungen. Die Zwerchhausfenster sind gestuft angeordnet und durch eine Sohlbank mit einem Zinnenfries verziert. Unterhalb der Dachtraufe läuft ein Deutsches Band über einer Blendbogenreihe. Das ziegelgedeckte Satteldach gliedern drei Gauben.
Die linke Giebelseite ist glatt, die rechte hat im Rahmen des späteren Anbaus dekorative Elemente erhalten. Über einem zweigeschossigen Erker sind eine Terrasse und dahinter das auf Trauflinie zurückspringende Zwerchhaus angeordnet.
Die Jugendstilausstattung im Inneren aus dem Jahr 1899 ist weitgehend erhalten, während bei einer jüngeren Instandsetzung einige Buntglasfenster aus dieser Zeit entfernt wurden.